# Dekanat Mińsk-Wschód
Dekanat Mińsk-Wschód – jeden z 11 dekanatów archidiecezji mińsko-mohylewskiej na Białorusi. Składa się z 13 parafii. Dekanat został utworzony w 2013 roku i jest jednym z dwóch dekanatów obejmujący Mińsk.

## Lista parafii
| Lp | Miejscowość / parafia                                                              | Proboszcz / administrator      | Kościół                                                                | Zdjęcie |
| -- | ---------------------------------------------------------------------------------- | ------------------------------ | ---------------------------------------------------------------------- | ------- |
| 1  | Borowlany Parafia Najświętszej Maryi Panny Wspomożenia Wiernych                    | ks. Kazimierz Szydełko SDB     | Kościół Najświętszej Maryi Panny Wspomożycielki Wiernych w Borowlanach |         |
| 2  | Hatawa Parafia św. Michała Archanioła                                              |                                | Kościół św. Michała Archanioła w Hatawie                               |         |
| 3  | Koraliszczewicze Parafia św. Stanisława Męczennika                                 |                                | Kościół św. Stanisława Męczennika w Koraliszczewiczach                 |         |
| 4  | Mińsk Parafia Bożego Ciała                                                         | o. Sergiej Tryścień OCD        | Kościół Bożego Ciała w Mińsku                                          |         |
| 5  | Mińsk (Czyżówka) Parafia Ducha Świętego                                            | ks. Jan Kremis                 | Kościół Ducha Świętego w Mińsku                                        |         |
| 6  | Mińsk (Łoszyca) Parafia Matki Bożej Różańcowej                                     | ks. Giennadij Kucharewicz CSMA | Sanktuarium Miłosierdzia Bożego w Mińsku                               |         |
| 7  | Mińsk (Sierabranka) Parafia św. Jana Chrzciciela                                   | ks. Aleksander Miatlicki SDB   | Kościół św. Jana Bosko w Mińsku                                        |         |
| 8  | Mińsk (Szabany) Parafia Chrystusa Zbawiciela i Narodzenia Najświętszej Maryi Panny | o. Aleksander Ułas OFMConv     | Brak                                                                   |         |
| 9  | Mińsk (Urucze 1) Parafia św. Franciszka z Asyżu                                    | o. Oleg Wojciechowicz OFMCap   | Kościół św. Franciszka z Asyżu w Mińsku                                |         |
| 10 | Mińsk (Urucze 2) Parafia św. Andrzeja Apostoła i św. Leopolda Bogdana Mandicia     | o. Stanisław Waszkiewicz SAC   | Kościół św. Andrzeja Apostoła i św. Leopolda Bogdana Mandicia w Mińsku |         |
| 11 | Mińsk (Sokał) Parafia Matki Bożej Loretańskiej                                     | o. Stanisław Staniewski CSsR   | Kaplica Matki Bożej Loretańskiej w Mińsku                              |         |
| 12 | Raubicze (wioska Akolica, do 1924 r. wioska Chalawszczyna) Parafia św. Mateusza    |                                | Kościół św. Mateusza w Raubiczach                                      |         |
| 13 | Siniło Parafia Matki Bożej Gwiazdy Ewangelizacji                                   |                                | Kościół Matki Bożej Gwiazdy Ewangelizacji w Sinile                     |         |